# TC-Borsuk
TC-Borsuk – projekt dwusilnikowego górnopłatu wielozadaniowego krótkiego startu i lądowania „STOL” opracowany w Instytucie Lotnictwa przez mgr. inż. Tadeusza Chylińskiego w 1964 roku. Był proponowanym następcą samolotu An-2.
Projekt obejmował kilka wersji samolotu, takich jak: pasażerska (12 pasażerów i 2 członków załogi), desantowo-transportowa (1500 kg ładunku lub 12 pasażerów), sanitarna (do przewozu 8 chorych i 2 osób personelu pielęgniarskiego), rolnicza, fotogrametryczna i dla treningu w skokach spadochronowych (12 do 14 osób). Skrzydła o obrysie prostokątno-tropezowym, w części lotkowej stałe sloty, klapy dwuszczelinowe.
Napęd miały stanowić dwa radzieckie silniki turbośmigłowe GTD-350 o małych gabarytach (od 1966 roku produkowane w Polsce na licencji w WSK Rzeszów) o mocy 295 kW (400 KM) każdy.
Śmigła trójłopatowe, przestawialne o średnicy 3,75 m, profile łopaty RAF 6, moc pobierana na wale N=380 KM, obroty n~1200 obr./min.

## Bibliografia

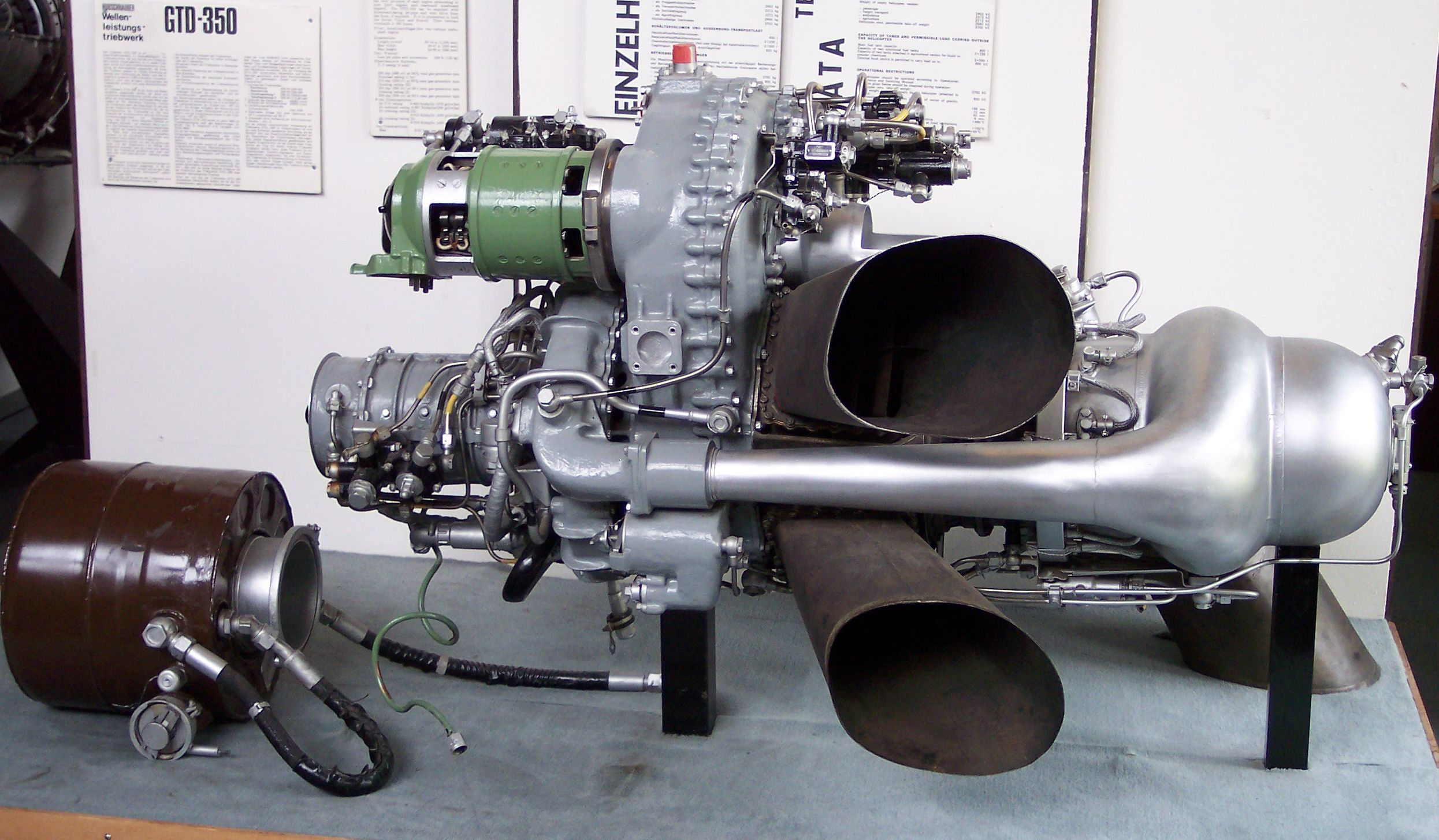
Silnik GTD-350